# Günter Ackermann
Günter Ackermann (* 23. August 1940 in Merseburg) ist ein deutscher Fotograf. Er prägte mit seinen Fotografien das offizielle Bild der DDR in der Berichterstattung für das Ausland. 

## Leben und künstlerischer Werdegang
Geboren 1940 in Merseburg, aufgewachsen in Werben bei Zörbig, fand Ackermann schon früh zur Fotografie. Bereits in der Grundschule nahm er am Fotozirkel teil. Noch vor seinem 15. Lebensjahr besaß er seine erste Kamera. Auch als Internatsschüler der Franckeschen Stiftungen in Halle (Saale) engagierte er sich im Schulfotozirkel und fertigte unter anderem Lehrerportraits an. Nach dem Studium an der Hochschule für Grafik und Buchkunst Leipzig und dem Abschluss als Diplomfotograf wurde er 1965 Bildjournalist beim Verlag Zeit im Bild in Dresden. Er fotografierte dabei insbesondere für die DDR-Revue, einer Illustrierten, die im Ausland für die Lebensqualität und die Wirtschaftskraft des real existierenden Sozialismus werben sollte. Diesem Auftrag folgend, zeigen viele der Fotoreportagen Idealversionen eines Arbeits- und Lebensalltags in der DDR.

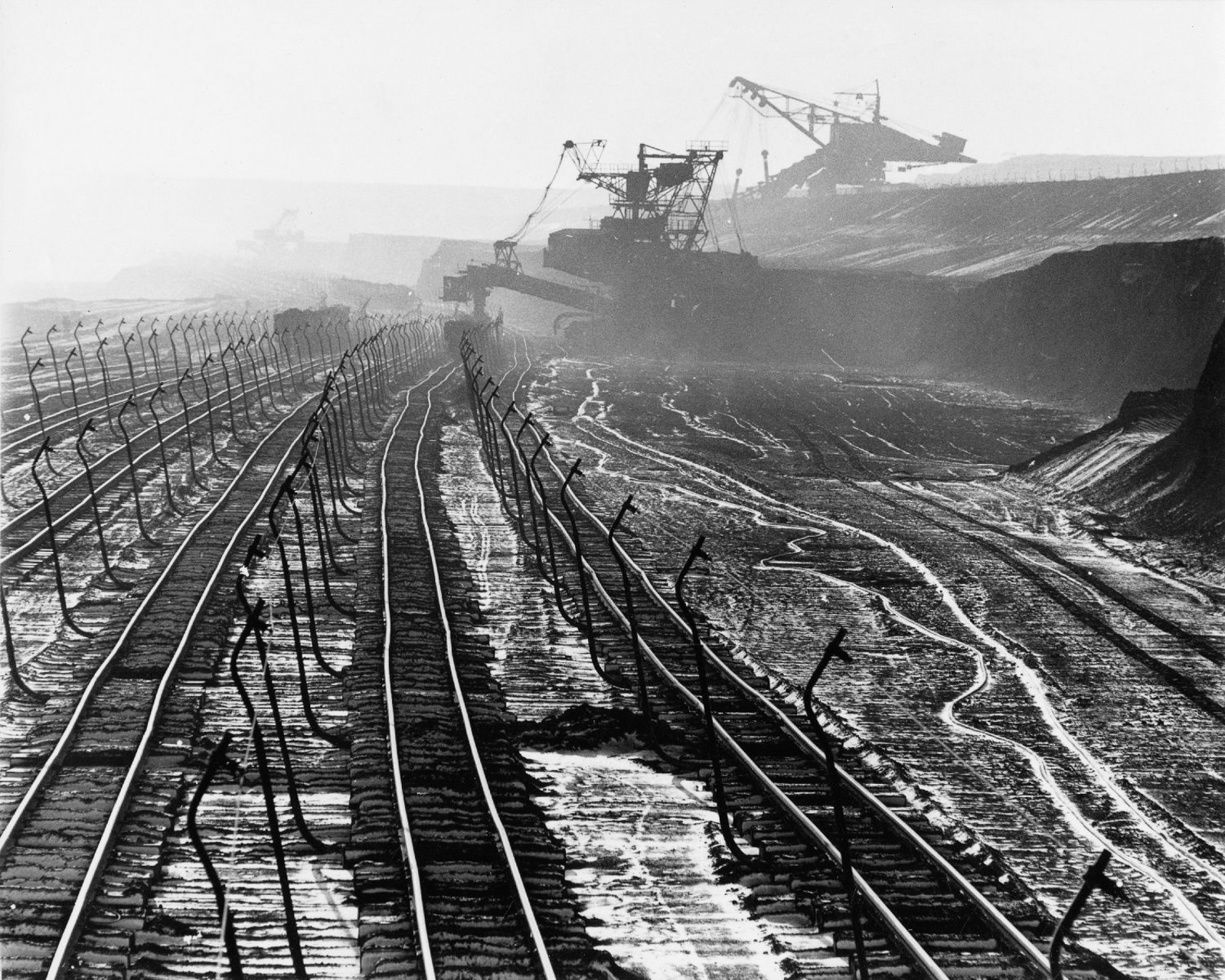
Braunkohletagebau "Einheit" 1968

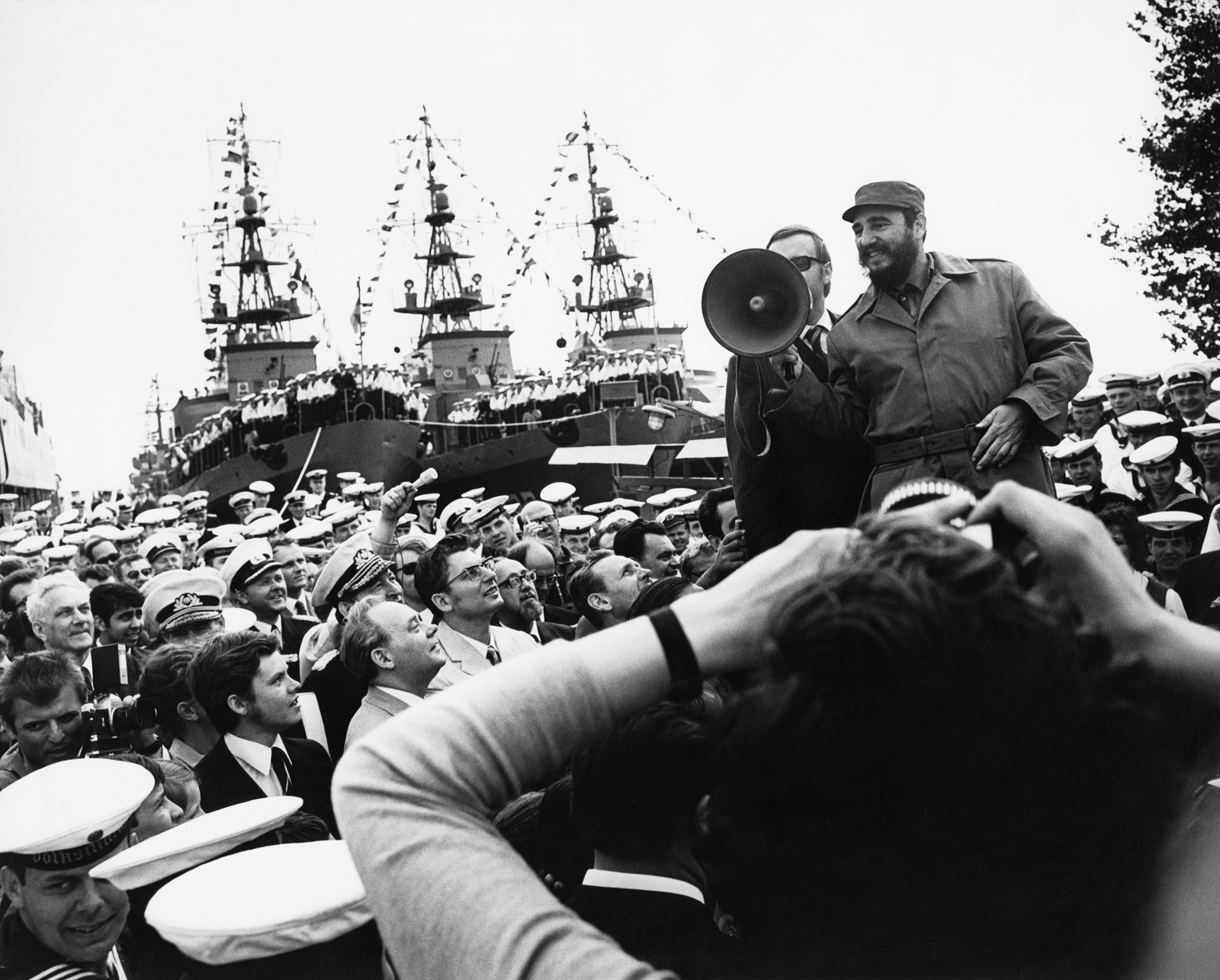
Fidel Castro zu Besuch bei der Volksmarine 1972

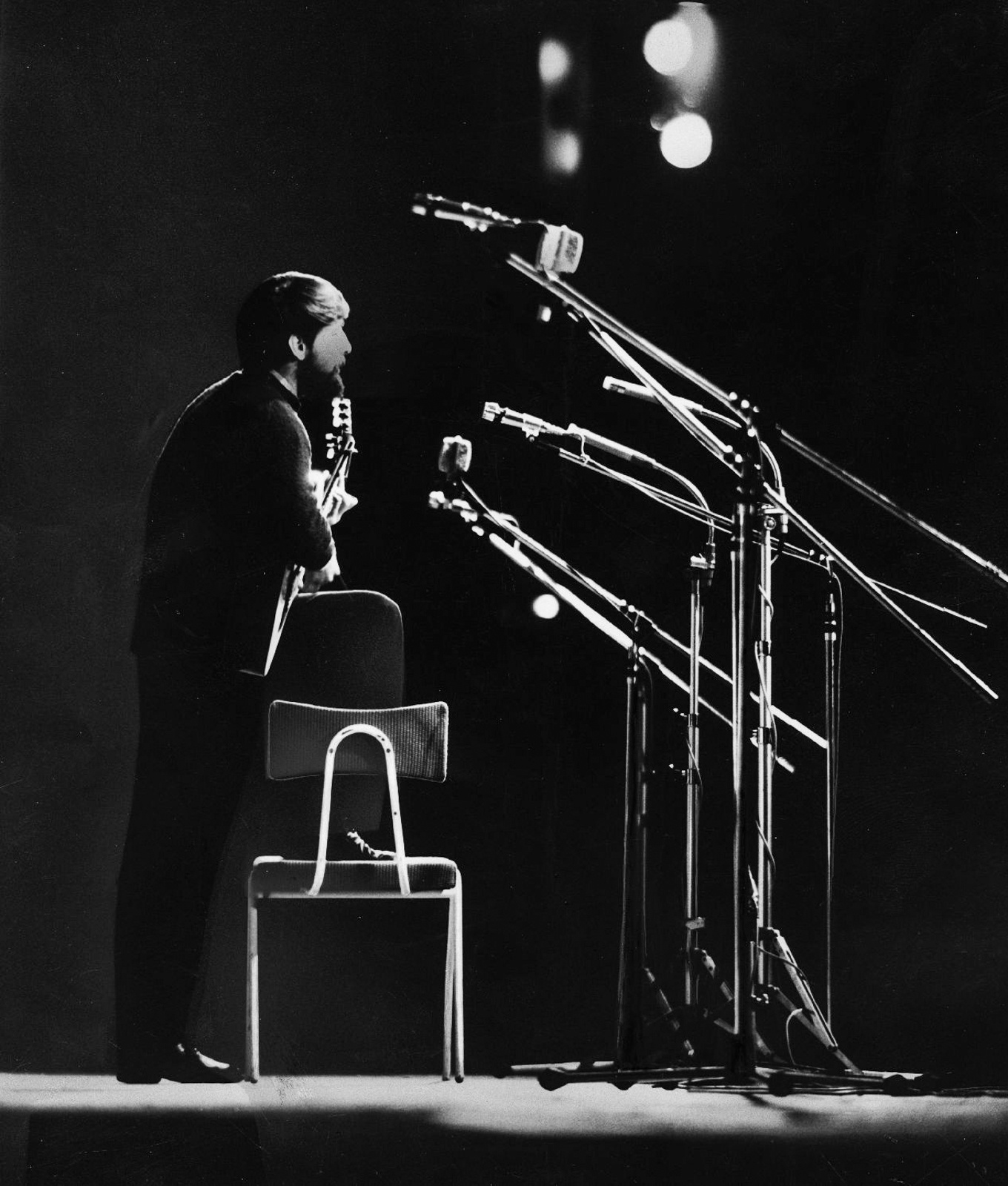
Luís Cília bei seinem Auftritt beim Festival des politischen Liedes in Berlin 1976

Ackermanns Fotodokumentationen der Jahre 1965 bis 1990 reichen thematisch von Lokalnachrichten über aktuelles Geschehen und politische Ereignisse bis hin zu Reportagen über den letzten Steinkohleschacht im Zwickauer Steinkohlenrevier (1978) und die sorbischen Traditionen in Crostwitz. 1965 fotografierte er die Chansonsängerin Juliette Gréco in Dresden, 1972 Fidel Castro während seines Besuch in der DDR auf dem Dresdner Theaterplatz und 1977 Erich Honecker und Nicolae Ceaușescu im Konvoi bei der Fahrt durch Berlin. Weitere Fotoreportagen entstanden beispielsweise zum Festival des politischen Liedes im Palast der Republik in Berlin 1978, dem Jugendfestival in Berlin 1979, der Konferenz des Weltfriedensrates in Sofia 1980 oder der Veranstaltung „Künstler für den Frieden“ im Bochumer Ruhrstadion 1982. Journalistische Aufträge führten ihn unter anderem nach Schweden, Dänemark, Moskau, Baschkirien, Bulgarien und Vietnam.
Ein anderer fotografischer Themenschwerpunkt Ackermanns war das Baugeschehen in Dresden und der Region. Die Baumaßnahmen in der Dresdner Altstadt Mitte der 1990er Jahre und der Bau des World Trade Center Dresden sind von ihm ebenso bildwirksam dokumentiert wie die Baustelle des Kraftwerks Thierbach im Jahr 1967 oder die Rohbauten der Eigenheimsiedlung Freital-Pesterwitz in den 1970er Jahren.
Ab 1990 war Günter Ackermann als Fotojournalist bei der Dresdner Morgenpost tätig, zunächst angestellt und ab 1993 als freier Fotograf. Im Jahr 2002 ging er in den Ruhestand und widmete sich seitdem der Aufarbeitung seines Fotoarchivs.

## Fotografisches Werk
Ackermanns Reportagen knüpfen an die Tradition der deutschen Arbeiterfotografie an, wirken aber nicht nur als Zeitdokumente, sondern sind mit einem künstlerisch-gestaltenden Anspruch verbunden. Sein fotojournalistisches Gespür verbindet sich mit einer klaren und ausdrucksstarken Bildsprache. Lokale Begegnungen und zeitgeschichtlich bedeutsame Situationen werden von Ackermann fotografisch so festgehalten, dass sie universell wirken. So ist die Fotodokumentation der Montage der Turmuhr des Dresdner Residenzschlosses, die in erster Linie für die lokalen Nachrichten bestimmt war, durchaus als augenzwinkernde Anspielung auf die ikonischen Stummfilmszenen mit Buster Keaton oder Charlie Chaplin zu verstehen. Die Fotografie Rostblüten am Straßenrand von 1996, die den Blick zweier Jungen auf das Wrack eines Trabants in Dresden-Neustadt einfängt, vermittelt nicht nur die Stimmung jener Umbruchzeit, sondern steht sinnbildlich für den damaligen Gesellschaftszustand.

## Vorlass
Im Sommer 2012 konnte die Deutsche Fotothek das Archiv des Fotografen Günter Ackermann übernehmen. Enthalten sind etwa 24.000 S/W-Kleinbildnegative, 20.000 S/W-Mittelformatnegative sowie rund 2.000 Colordias und -negative aus dem Zeitraum von 1960 bis 1990.
Inhaltlich hervorzuheben ist die etwa 1.000 Mittelformat-Negative umfassende Dokumentation des Industriestandorts Bitterfeld/Wolfen aus den 1960er Jahren.
Die späteren Aufnahmen Ackermanns sind nicht zuletzt als Pendant zu den Fotografien Gustav Hildebrands von großem Interesse. Während letzterer 25 Jahre als Redakteur für Scala International, die Auslands-Illustrierte der Bundesrepublik Deutschland, arbeitete, fotografierte Günter Ackermann für die DDR-Revue, das Magazin aus der Deutschen Demokratischen Republik.
Die nach 1990 im Auftrag der Dresdner Morgenpost entstandenen Fotografien lagerten zunächst im Archiv der Sächsischen Zeitung, seit 2018 befindet sich dieser Fotobestand (ca. 70.000 Negative) im Stadtarchiv Dresden.

## Ausstellungen (Auswahl)
- 2021 Günter Ackermann. Fotografie. Stadtarchiv Dresden[1]

## Publikationen (Auswahl)
- Günter Ackermann; Siegfried Thienel; Dieter Zumpe (Text): Semperoper Dresden, Leipzig 1988